# 彥根口站

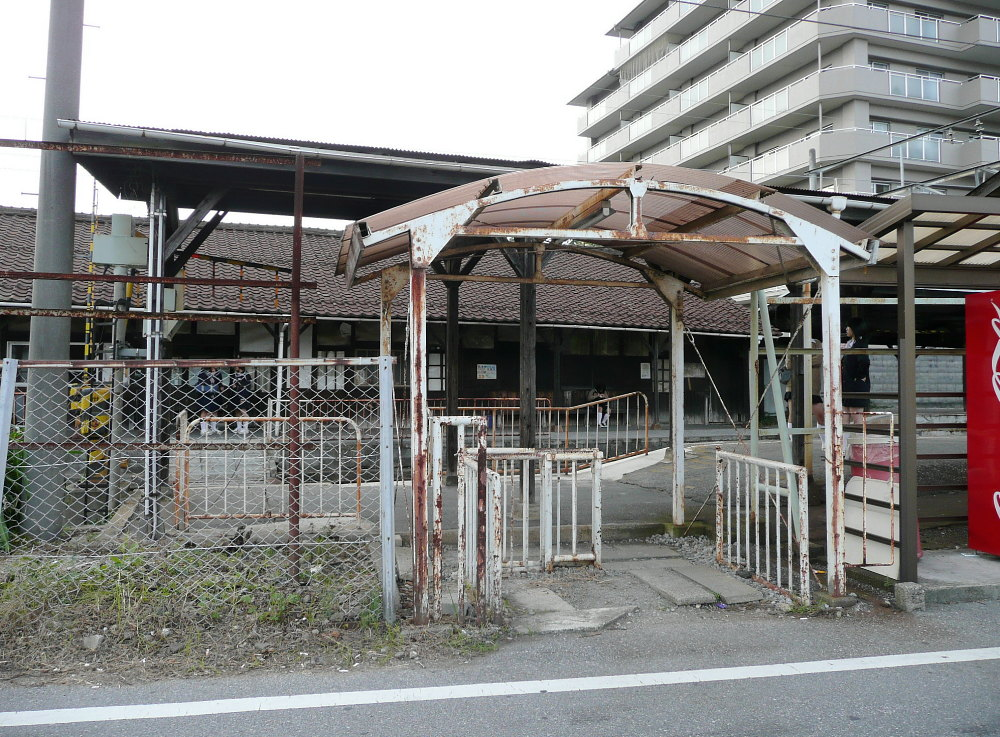
貴生川方向月台檢票口

彥根口站（日语：／ Hikoneguchi eki */?）是位於滋賀縣彥根市西沼波町，近江鐵道本線的車站。車站編號為OR06。

## 歷史
- 1901年（明治34年）5月20日 - 新町站啟用[1]。
- 1917年（大正6年）1月1日 - 車站改名為彥根口站[2]。
- 2014年（平成26年）8月 - 駅舎解体[3]。

## 車站構造
車站是一座地面車站，設有2面2線相對式月台。兩月台之間設有站內平交道連接。原本鄰接米原方向月台處設有車站大樓，後來由於老化便於2014年（平成26年）拆毀。在貴生川方向月台中，月台上設有出入口連接外邊道路。此站是無人車站，但是平日早上（7時10分 - 8時40分）設有職員當值。部分月台與車廂之間的空隙較大。

## 使用狀況
根據「彥根市統計書」，以下為近年一日平均乘車人次列表
| 年度   | 一日平均 乘車人次 |
| ------ | ----------------- |
| 2003年 | 260               |
| 2004年 | 242               |
| 2005年 | 260               |
| 2006年 | 315               |
| 2007年 | 323               |
| 2008年 | 336               |
| 2009年 | 331               |
| 2010年 | 368               |
| 2011年 | 375               |
| 2012年 | 358               |
| 2013年 | 340               |
| 2014年 | 313               |
| 2015年 | 310               |
| 2016年 | 426               |
| 2017年 | 471               |
| 2018年 | 466               |
| 2019年 | 438               |

## 車站周邊
- 滋賀縣立彥根翔西館高等學校（日语：滋賀県立彦根翔西館高等学校）
- 國立印刷局彥根工場
- 清水合金製作所（日语：清水合金製作所）
- 彥根岡町郵局
- 彥根汽車學校（日语：彦根自動車学校）

## 巴士路線
在車站附近設有彥根口站巴士站。湖國巴士設有以下路線停靠巴士站：
- 21系統（旭森循環線） 經南彥根站西出口、平田 前往彥根站
  - 除了上述路線，每日設有數班巴士途經旭森小學、大平團地

## 相鄰車站
近江鐵道
■本線（彥根、多賀大社線）
彥根芹川（OR05）－彥根口（OR06）－高宮（OR07）

## 注腳
1. ↑  「停車場設値」《官報》1901年5月23日（國立國會圖書館數碼化收藏）
2. ↑  「軽便鉄道停車場名改称」《官報》1917年1月11日（國立國會圖書館數碼化收藏）
3. 1 2  西崎 2019，第67頁.

## 外部連結
- 彥根口站 （页面存档备份，存于）（日語）（各站資訊）- 近江鐵道